# هریت بس

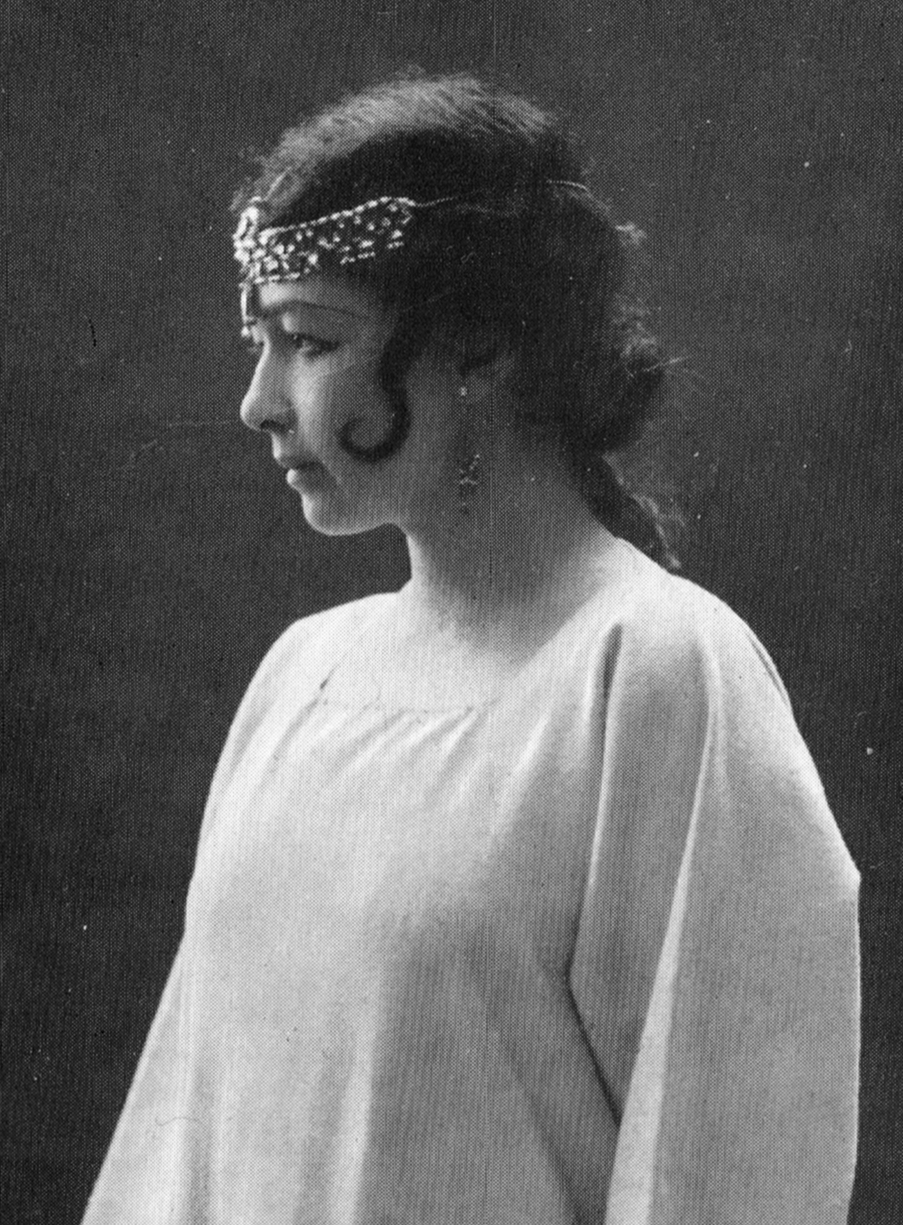
هریت بُس در نقش دختر ایندرا در فیلم «یک بازی رؤیایی» (۱۹۰۷)

هَریت بُس (انگلیسی: Harriet Bosse؛ ۱۹ فوریه ۱۸۷۸–۲ نوامبر ۱۹۶۱) بازیگر سوئدی-نروژی بود. وی در زمان خود بازیگر مشهوری به شمار می‌رفت.